# Kanton Dainville
Der Kanton Dainville ist ein ehemaliger, von 1992 bis 2015 bestehender französischer Kanton im Arrondissement Arras, im Département Pas-de-Calais und in der Region Nord-Pas-de-Calais. Sein Hauptort war Dainville.
Der Kanton Dainville lag im Mittel 88 Meter über Normalnull, zwischen 53 Metern in Sainte-Catherine und 145 Metern in Acq.

## Gemeinden
Der Kanton bestand aus zehn Gemeinden:
| Gemeinde          | Einwohner Jahr | Fläche km² | Bevölkerungsdichte | Code INSEE | Postleitzahl |
| ----------------- | -------------- | ---------- | ------------------ | ---------- | ------------ |
| Acq               | 703 (2013)     | 4,86       | 145 Einw./km²      | 62007      | 62144        |
| Anzin-Saint-Aubin | 2.706 (2013)   | 5,13       | 527 Einw./km²      | 62037      | 62223        |
| Dainville         | 5.867 (2013)   | 11,22      | 523 Einw./km²      | 62263      | 62000        |
| Duisans           | 1.228 (2013)   | 10,72      | 115 Einw./km²      | 62279      | 62161        |
| Écurie            | 391 (2013)     | 2,99       | 131 Einw./km²      | 62290      | 62223        |
| Étrun             | 325 (2013)     | 2,22       | 146 Einw./km²      | 62320      | 62161        |
| Marœuil           | 2.467 (2013)   | 11,82      | 209 Einw./km²      | 62557      | 62161        |
| Mont-Saint-Éloi   | 1.018 (2013)   | 15,85      | 64 Einw./km²       | 62589      | 62144        |
| Roclincourt       | 777 (2013)     | 5,93       | 131 Einw./km²      | 62714      | 62223        |
| Sainte-Catherine  | 3.383 (2013)   | 4,4        | 769 Einw./km²      | 62744      | 62223        |